# Aledmys Díaz
Aledmys Díaz Serrano (ur. 1 sierpnia 1990) – kubański baseballista występujący na pozycji łącznika w Toronto Blue Jays.

## Przebieg kariery

### Naranjas de Villa Clara
Karierę rozpoczął w 2007 roku w występującym w Serie Nacional de Béisbol zespole Naranjas de Villa Clara. W ciągu pięciu sezonów gry w SNB zanotował średnią 0,300, zdobył 32 home runy i zaliczył 185 RBI. Grał na pozycji drugobazowego, trzeciobazowego, łącznika, lewo- i prawozapolowego. W 2012, po opuszczeniu kadry narodowej, która występowała na turnieju w Holandii, osiadł w Meksyku.

### Major League Baseball

#### St. Louis Cardinals
9 marca 2014 podpisał kontrakt jako wolny agent z St. Louis Cardinals. Zawodową karierę rozpoczął w Palm Beach Cardinals (poziom Class A-Advanced) i Springfield Cardinals (Double-A), w którym rozpoczął również sezon 2015. 23 sierpnia 2015 został zawodnikiem Memphis Redbirds (Triple-A).
5 kwietnia 2016 ze względu na kontuzję Tommy'ego Phama został powołany do 40-osobowego składu St. Louis Cardinals i tego samego dnia zadebiutował w Major League Baseball w meczu przeciwko Pittsburgh Pirates, w którym zaliczył single'a. Dwa dni później w meczu z Atlanta Braves zdobył pierwszego home runa w MLB jako pinch hitter. 23 kwietnia 2016 w spotkaniu z San Diego Padres zaliczył pięć odbić. W lipcu 2016 po raz pierwszy został powołany do NL All-Star Team, zastępując kontuzjowanego Matta Carpentera.

#### Toronto Blue Jays
W grudniu 2017 w ramach wymiany zawodników przeszedł do Toronto Blue Jays.

## Nagrody i wyróżnienia
| Nagroda/wyróżnienie | Lata | Źródło |
| All-Star            | 2016 | [ 9 ]  |